# Звенигородский, Пётр Никитич
Князь Пётр Никитич Звенигородский — голова и воевода Русского царства во времена правления Михаила Фёдоровича.
Сын князя Никиты Дмитриевича Звенигородского. Рюрикович в XX колене, из княжеского рода Звенигородские. Имел братьев: князей Андрея и Тимофея Никитичей.

## Биография
При известии о приближении к Москве польского королевича Владислава, была составлена роспись (1618), кому где находиться для её «оберегания». Яузские ворота вплоть до Васильевских ворот должен был ведать боярин П. П. Головин, а с ним князь П. Н. Звенигородский «в головах у съезжего двора». Во время осады Москвы (1618), второй воевода, в указанной местности.
Воевода в Ряжске (1620—1621).
Дневал и ночевал на государевом дворе во время загородных походов русского царя Михаила Фёдоровича, когда «на Москве» оставался кто-либо из бояр, например, князь Дмитрий Михайлович Пожарский или Фёдор Иванович Шереметев (1624,1625 и 1628). Дворянин московский (1627—1629). Послан к воротам в Стрелецкий приказ (05 января 1634).
Подал царю Михаилу Фёдоровичу челобитную, которую называли «слезницей», о назначении на воеводство. Челобитная подействовала, и князь Пётр Никитич получил воеводство на Белоозере (1635—1637).
Умер бездетным.